# Tom De Beckker
Tom De Beckker (1978) is een Belgisch acteur, regisseur en schrijver.

## Biografie
De Beckker speelt en schrijft vooral voor theater. In 2014 speelde hij de rol van John Woods in de Vlaamse reeks In Vlaamse velden. Daarnaast was hij nog te zien in enkele andere Vlaamse series.   Doorheen zijn carrière publiceerde hij 27 theaterstukken. Zo maakte hij onder meer een theaterbewerking van de roman De pupil van en in samenwerking met Harry Mulisch. Als theatermaker heeft hij zijn eigen theatercollectief Ludvig opgericht in 2014. Ludvig speelt zowel Engelstalige als Nederlandstalige voorstellingen. Een vast samenwerkingsverband met Kunstencentrum Vlaams Fruit resulteerde in het schrijven van de voorstelling Stalker (een klassieke whodunnit) en Colorblind (interactieve jongerenvoorstelling over cyberpesten).

## Filmografie
- The White Queen, 2013
- In Vlaamse velden, 2014
- W. - Witse: de film, 2014
- Deadline 25/5, 2014
- Vossenstreken, 2015
- De Geboden, 2016
- De familie Claus, 2020

## Theateracteur
- Amadeus in 'Amadeus' (Peter Shäffer)
- Vicomte De Valmont in 'Liaisons Dangereuses'(Christopher Hampton)

## Theaterauteur
- 'Saartje'
- 'Pas de Deux'
- 'De Braderij'
- 'Confutatis Maledictis'
- 'De Ongenaakbaren'
- 'My Bitter Half' (met Danae Van Vyve & Joannes Truyens)
- 'Cabeceo'
- 'La Ultima Cena'
- 'The Last Supper'
- 'The Pupil' (ism Harry Mulisch)
- 'Martha'
- 'I, Medea'
- 'Blind Water'
- 'Stalker' (+ screenplay)
- 'Colorblind' (met Arianne Van Hasselt)
- 'Lege Ruimtes'
- 'Joie De Vivre' (met Rember Lutz)

## Stemacteur
- Stem van 'The Friendly Zookeeper' in de animatiefilm Ziggy and the Zootram